# Casaerius
Casaerius es el cuarto álbum de Alfredo Casero. Producido por Juan Blas Caballero. Obtuvo gran éxito gracias a la canción llamada "Shimauta", que fue compuesta por el músico nipón Miyazawa Kazufumi, integrante de la banda The Boom. En esta adaptación, Alfredo interpreta "Shimauta" en idioma japonés junto a la voz femenina de Claudia Oshiro y la ejecución del samisen por Julio Arakaki. Shimauta fue cantada por Alfredo Casero y la banda "The Boom" en Japón en el 2002, frente a 70 000 personas. Se estima que Shimauta vendió un millón quinientas mil copias en Japón.
Este proyecto musical se realizó con la colaboración de Nicolás Posse Molina, Javier Malosetti, Mirta Ramírez, Javier Lozano, Miyazawa Kazufumi, Julio Arakaki y Claudia Oshiro. 

## Temas
| #  | Título                                     | Autor (es)                                            | Tiempo |
| -- | ------------------------------------------ | ----------------------------------------------------- | ------ |
| 1  | Con (Avec)                                 | Charles Aznavour                                      | 3:08   |
| 2  | Mi combi                                   | Alfredo Casero                                        | 2:11   |
| 3  | Pizza conmigo                              | Alfredo Casero - Nicolás Posse Molina - Mirta Ramírez | 4:03   |
| 4  | Cualquier cosa bailarás                    | Alfredo Casero                                        | 1:57   |
| 5  | Como te diré                               | Sandro                                                | 3:08   |
| 6  | Amores locos                               | Alfredo Casero - Juan Blas Caballero                  | 4:30   |
| 7  | I Remember You                             | Alfredo Casero                                        | 3:47   |
| 8  | Las uvas                                   | Alfredo Casero - Javier Lozano                        | 4:06   |
| 9  | Gambertuni                                 | Alfredo Casero                                        | 2:04   |
| 10 | Bailando en la Sociedad Rural              | Alfredo Casero - Javier Malosetti                     | 3:27   |
| 11 | Shimauta (Canción de la Isla)              | Miyazawa Kazufumi                                     | 4:52   |
| 12 | Shimauta (Canción de la Isla - Trance Mix) | Miyazawa Kazufumi                                     | 9:40   |

## Premios

### Premios Carlos Gardel, 2001
- Producción del año - Juan Blas Caballero por "Casaerius".
- Artista pop revelación  - Alfredo Casero por "Casaerius" (aunque este premio fue rechazado por Casero argumentando que él no era una revelación al tener otros 3 discos previos).
- Mejor Videoclip - Alfredo Casero y la dirección de Esteban Farfán por "Shimauta".
- Canción del año - Miyasawa Kazufumi por "Shimauta" del álbum "Casaerius".